# Горан Вуклиш
Горан Вуклиш (Бања Лука, 24. септембар 1987) босанскохерцеговачки је фудбалски голман.

## Каријера
Рођени Бањалучанин, каријеру је започео у Земуну. Након млађих категорија, наступао је у својству позајмљеног играча за локалне клубове Змај 1953 и Милутинац, као и Раднички из Нове Пазове. За Земун у лигашкој конкуренцији није дебитовао, а клуб је напустио лета 2009. године. Потом је променио већи број клубова, а наступао је за Лакташе, Леотар, БСК из Бања Луке, Рудар из Пљеваља и Грбаљ све до 2015. По напуштању овог клуба, приступио је Петровцу. Након шест месеци проведених у овом клубу, потписао је за бањалучки Борац. Први део 2017. године провео је као члан ОФК Београда, а затим прешао у Нови Пазар. После тога се вратио у бањалучки Борац, док је лета 2018. потписао за Слободу из Тузле. Годину дана касније прешао је у новосадски Кабел, за који је дебитовао на отварању такмичарске 2019/20. у Првој лиги Србије. Након сезоне коју је провео у Кабелу као уступљени играч, Вуклиш је лета 2020. продужио уговор са Војводином и приступио првом тиму тог клуба. Дебитантски наступ у Суперлиги Србије Вуклиш је уписао у 8. колу такмичарске 2020/21, нашавши се у постави Војводине након повреде Николе Симића.